# Parlamento de Cantabria
El Parlamento de Cantabria, denominado Asamblea Regional de Cantabria hasta la reforma del Estatuto de Autonomía de 1999, es el órgano legislativo de la comunidad autónoma de Cantabria. Sus miembros se llaman diputados y su cometido es el de representar a los ciudadanos cántabros; son elegidos por sufragio universal, igual, libre, directo, secreto y mediante circunscripción única que comprende toda la comunidad.
Se sitúa en Santander, la capital de Cantabria, y su sede es el antiguo Hospital de San Rafael, rehabilitado de forma integral para albergar el Parlamento.

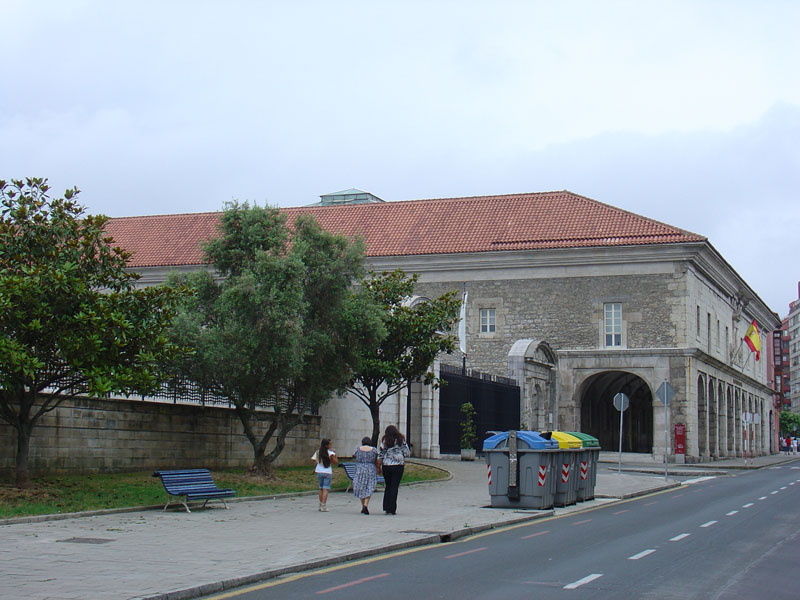
El Parlamento de Cantabria

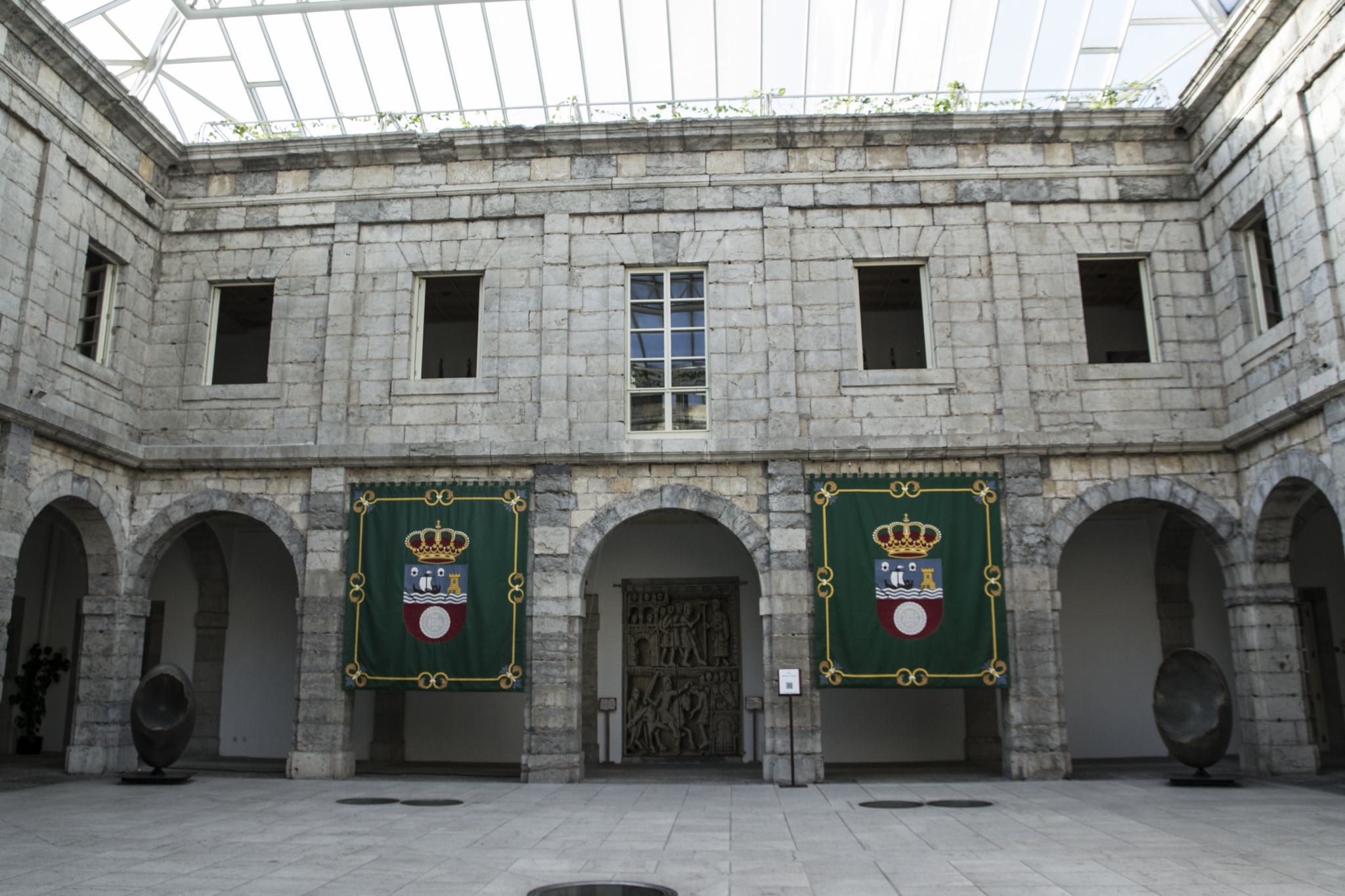
Patio interior

## Historia
- 1979: se constituye la Asamblea Mixta presidida por Justo de las Cuevas.
- 1982: se constituye la Asamblea Provisional presidida por Isaac Aja.
- 1983: se constituye la primera Asamblea Regional de Cantabria elegida por sufragio directo.
- 1998: la Asamblea Regional de Cantabria pasa a denominarse Parlamento de Cantabria.

### Composiciones históricas

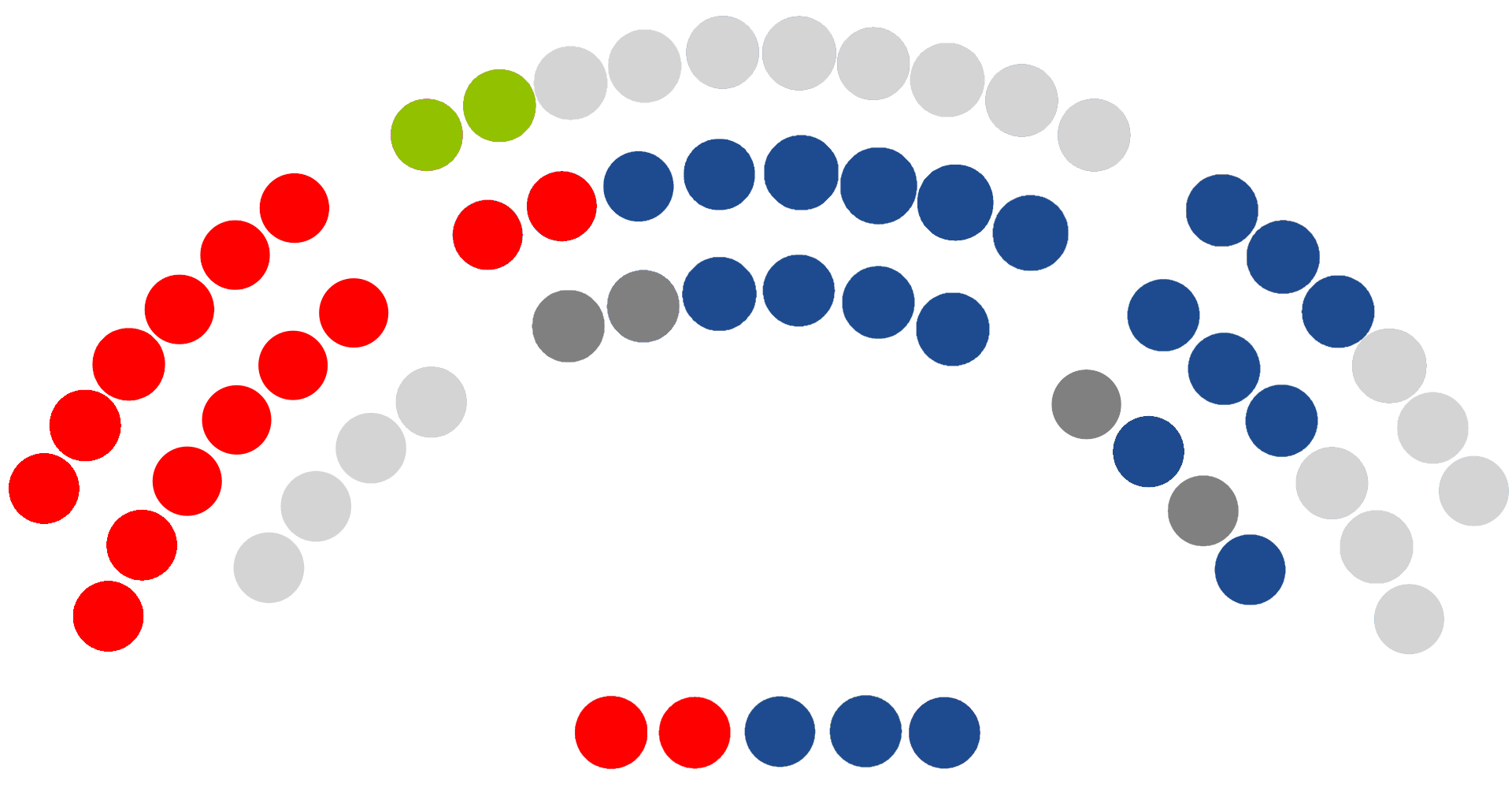
1991-1992
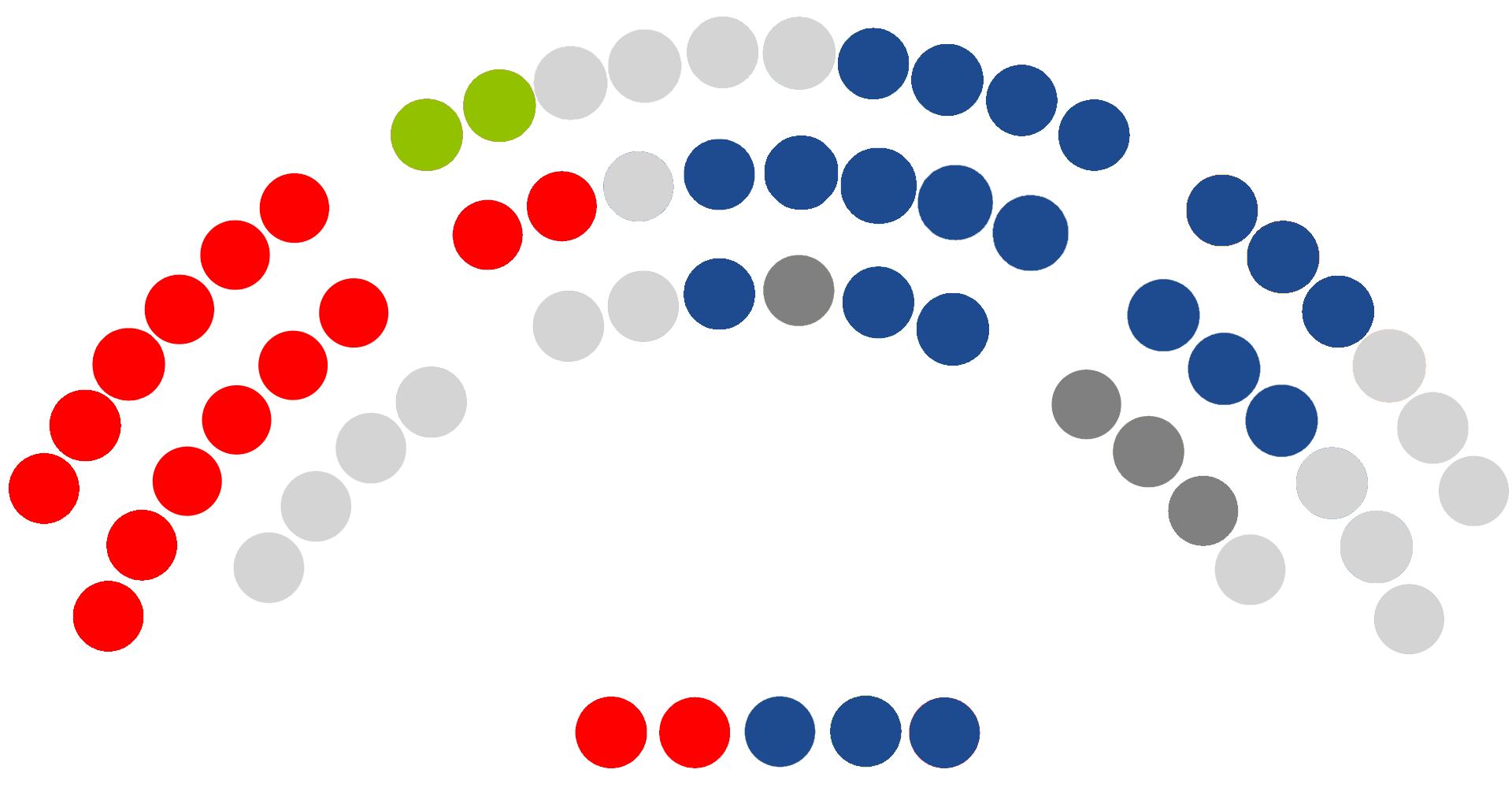
1992-1993
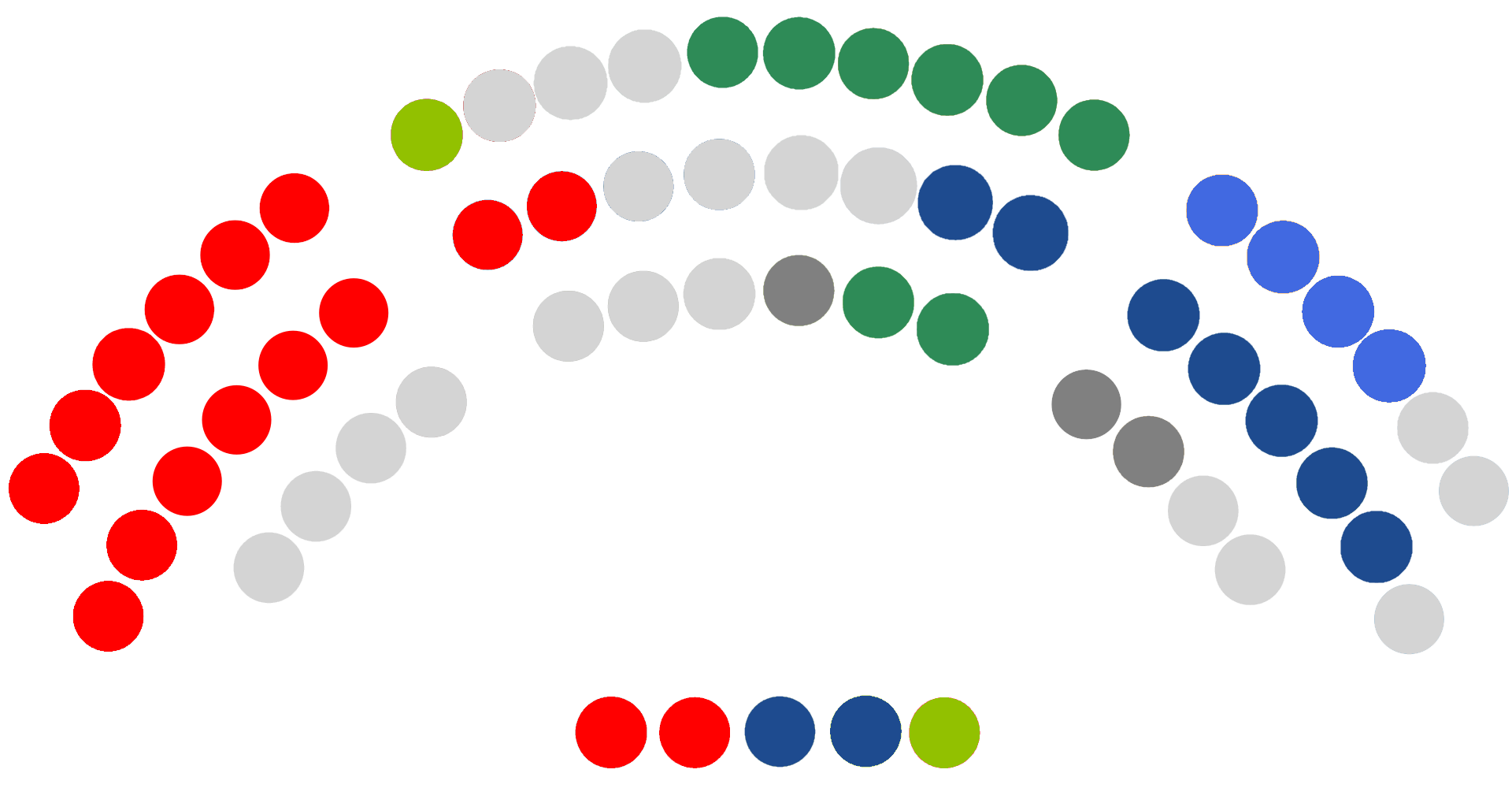
1993-1995
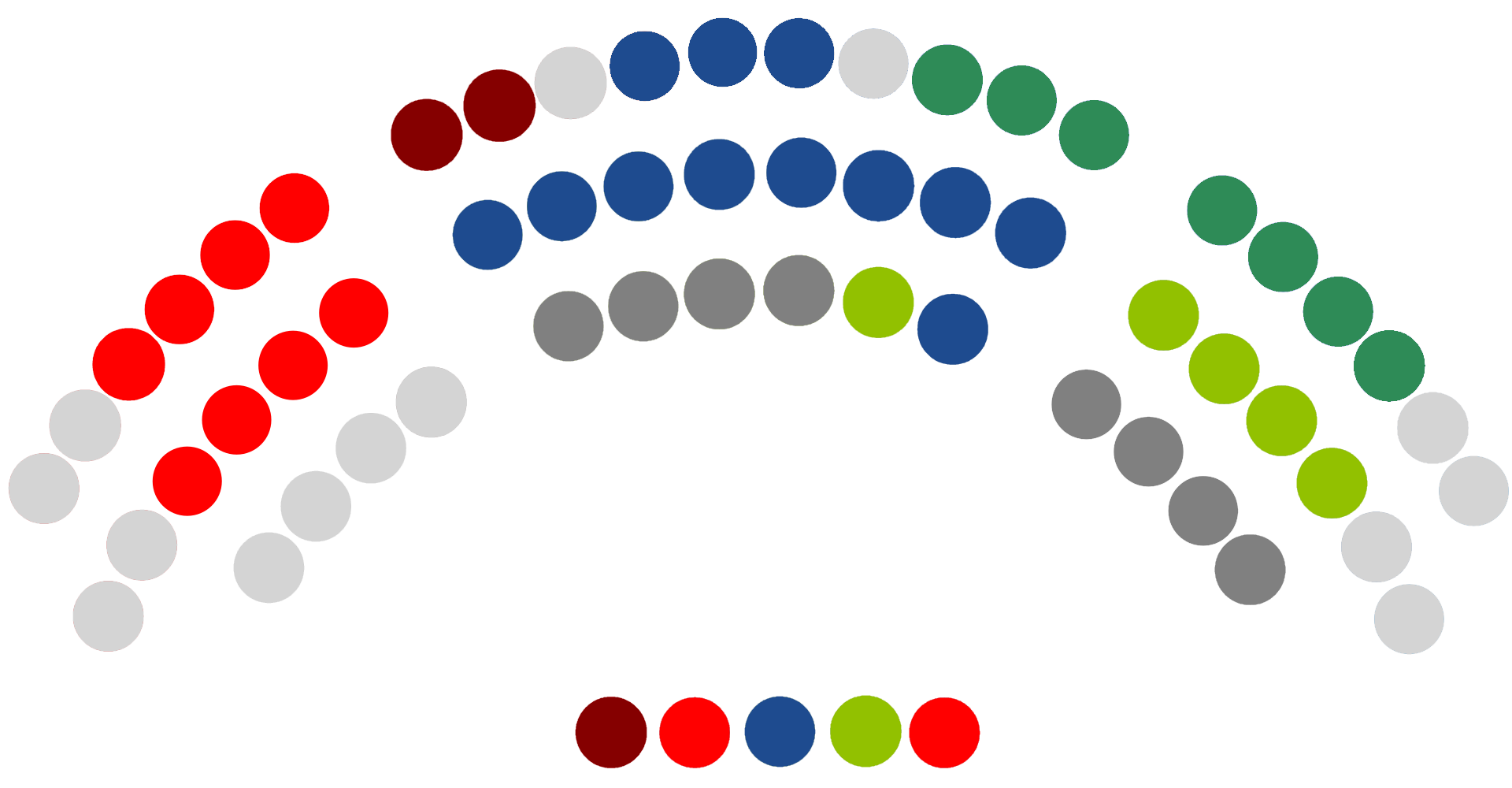
1995-1997
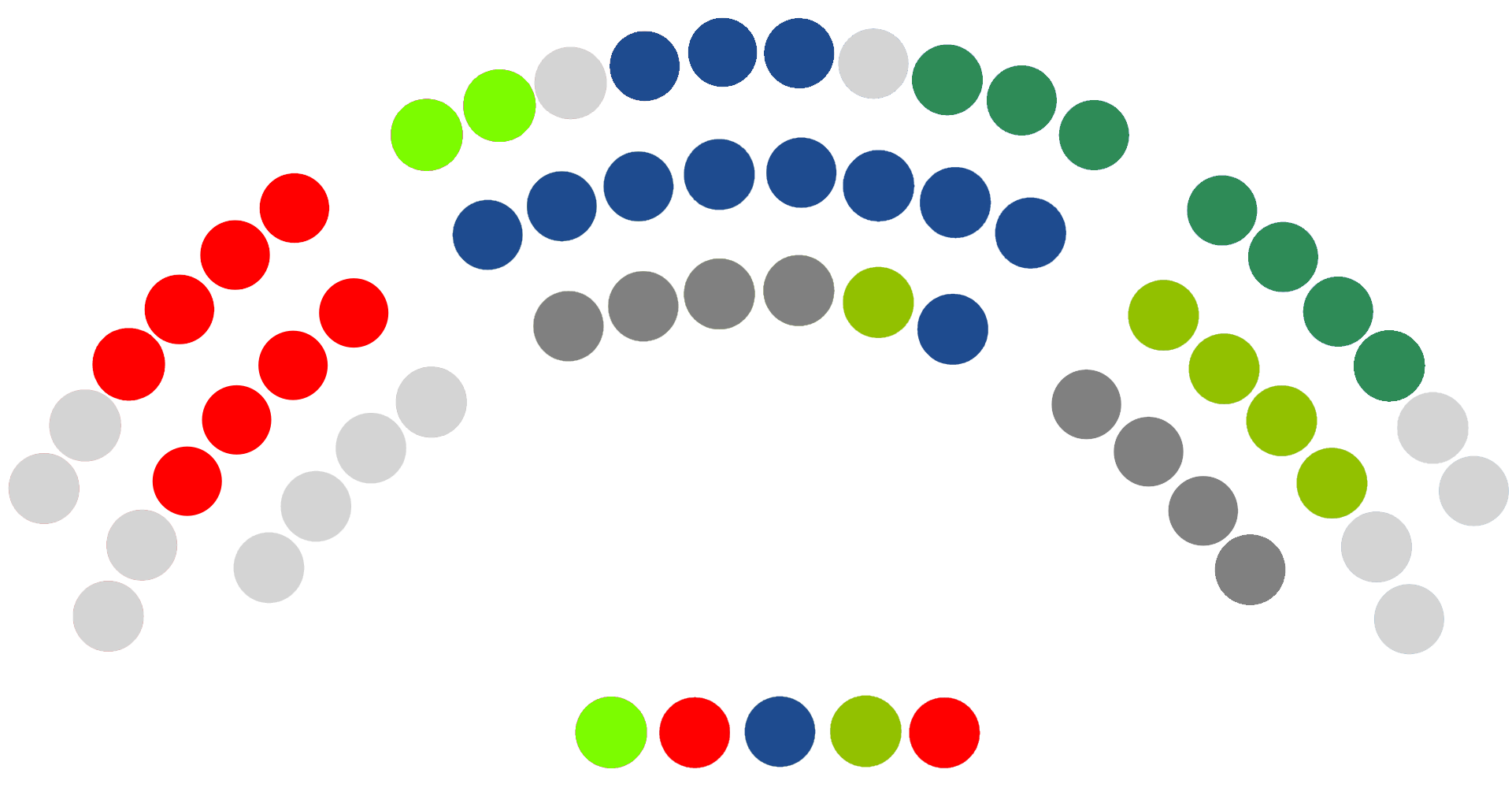
1997-1999
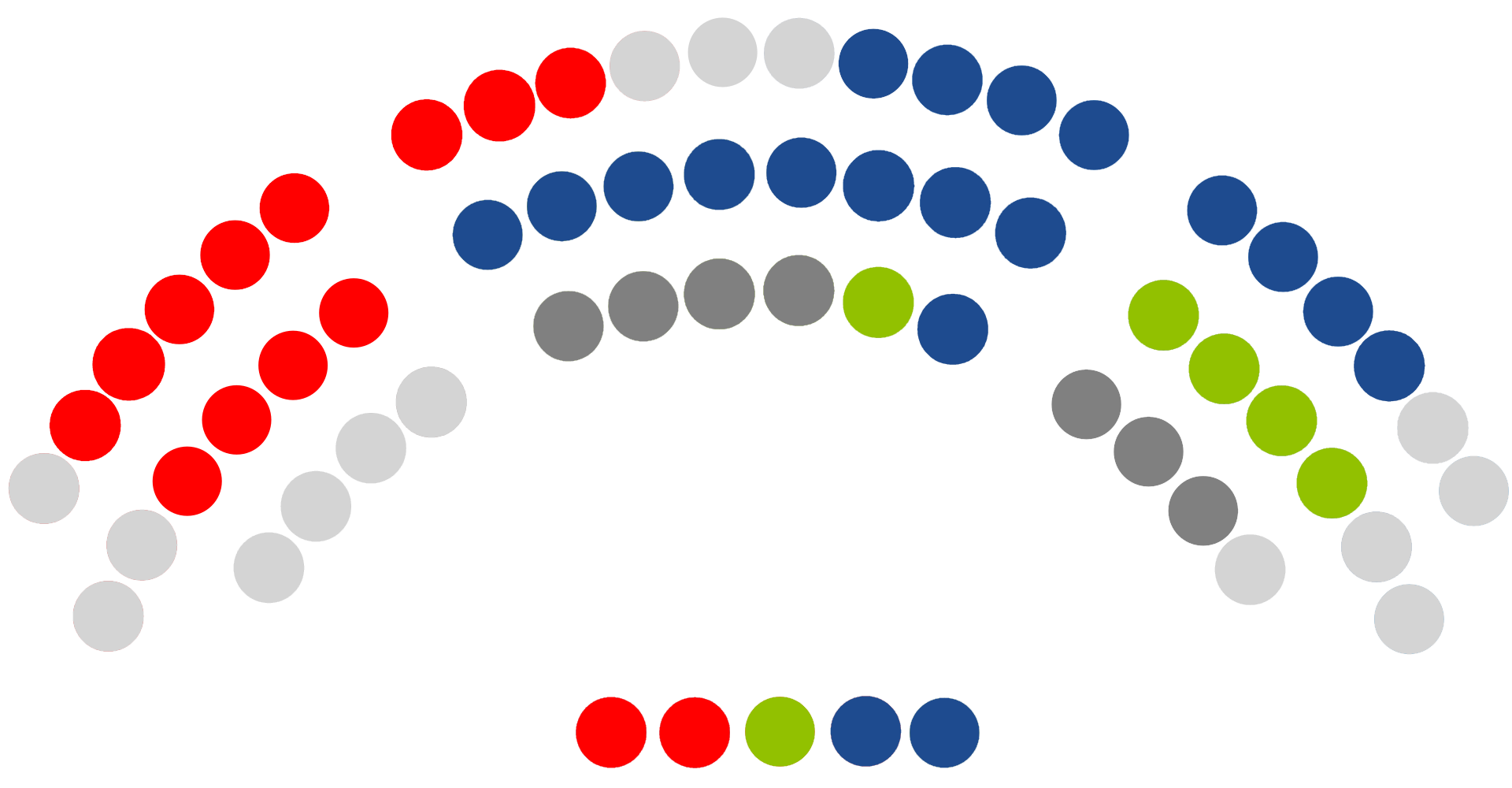
1999-2003
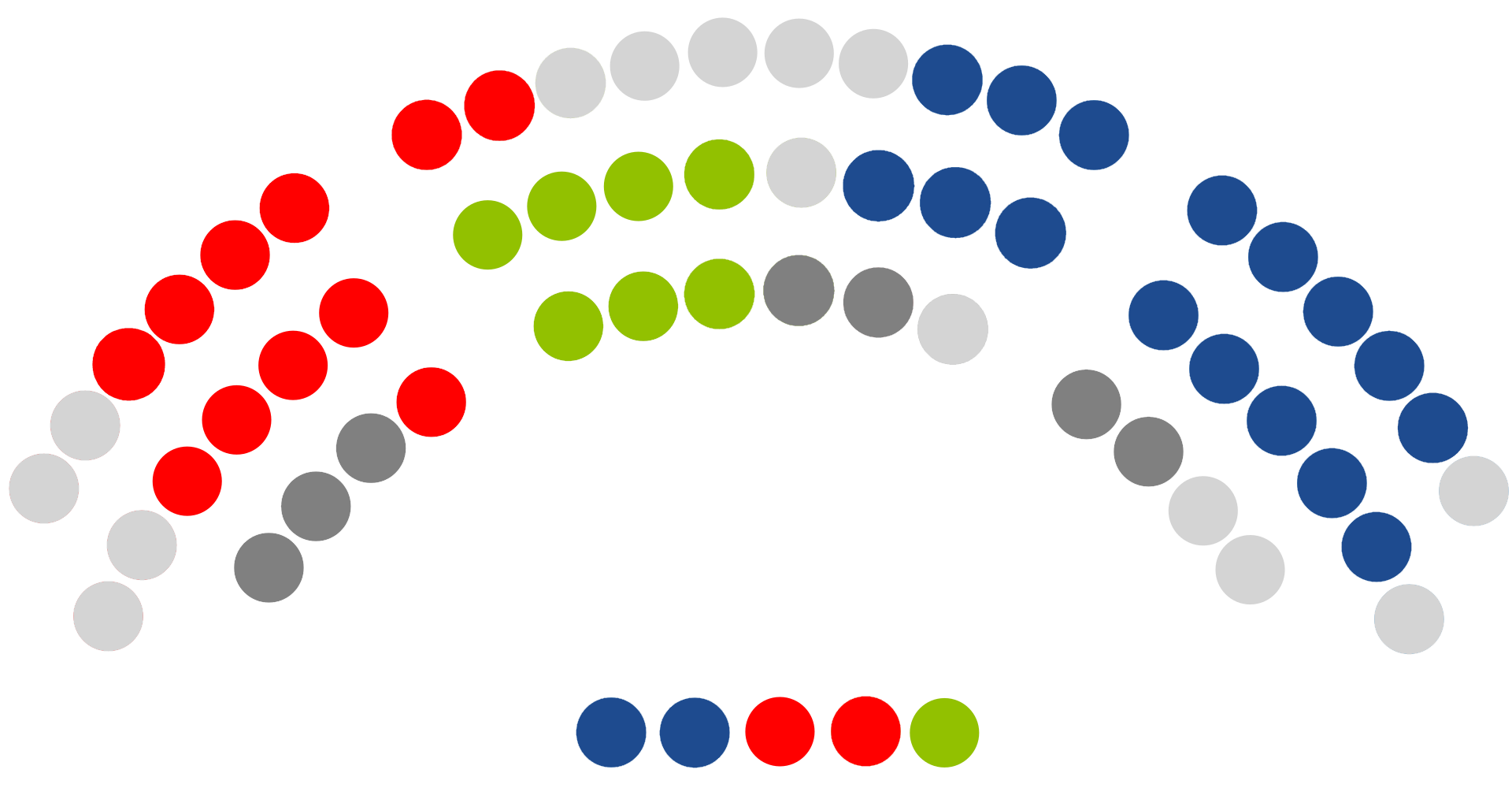
2003-2007
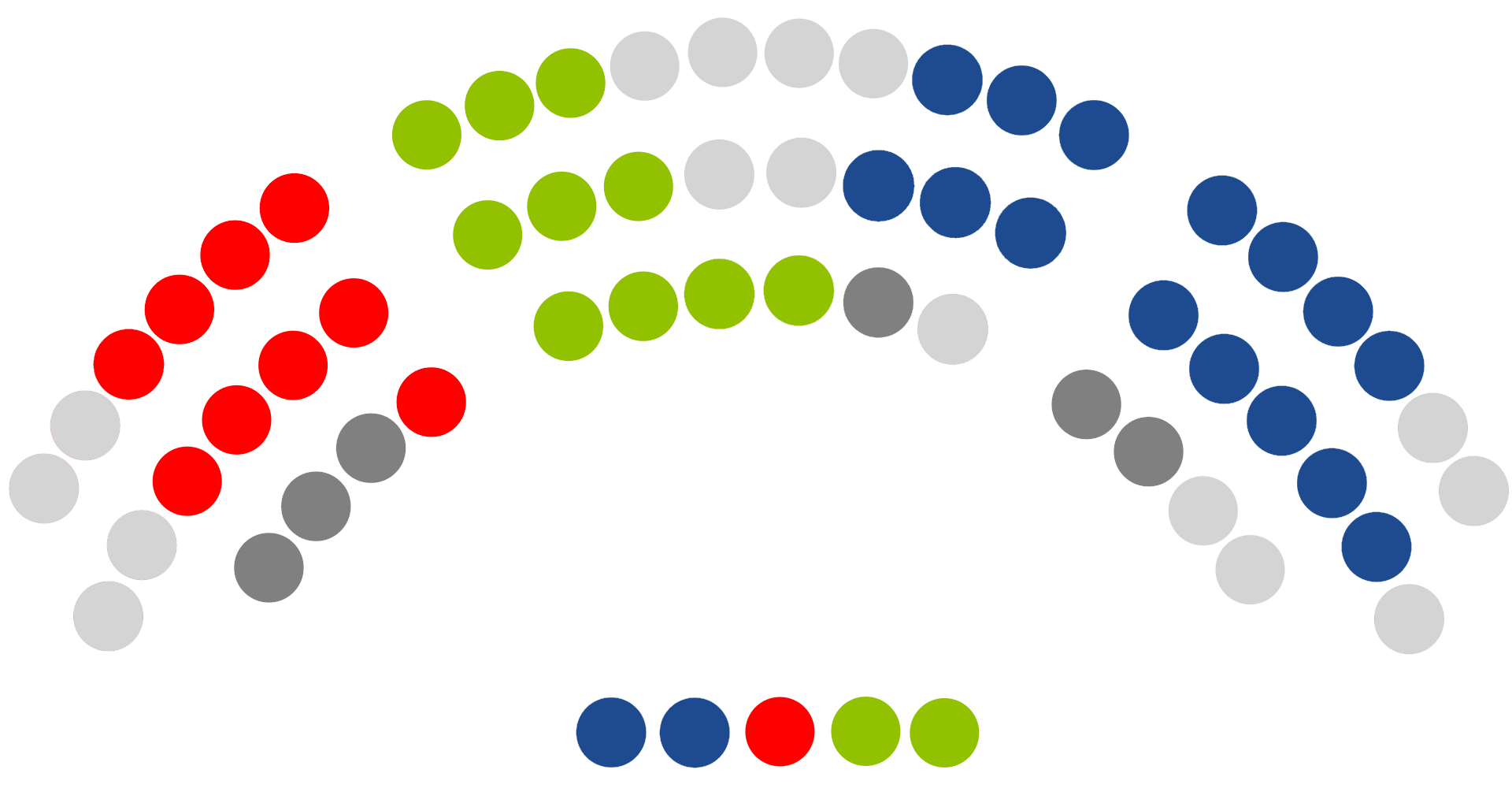
2007-2011
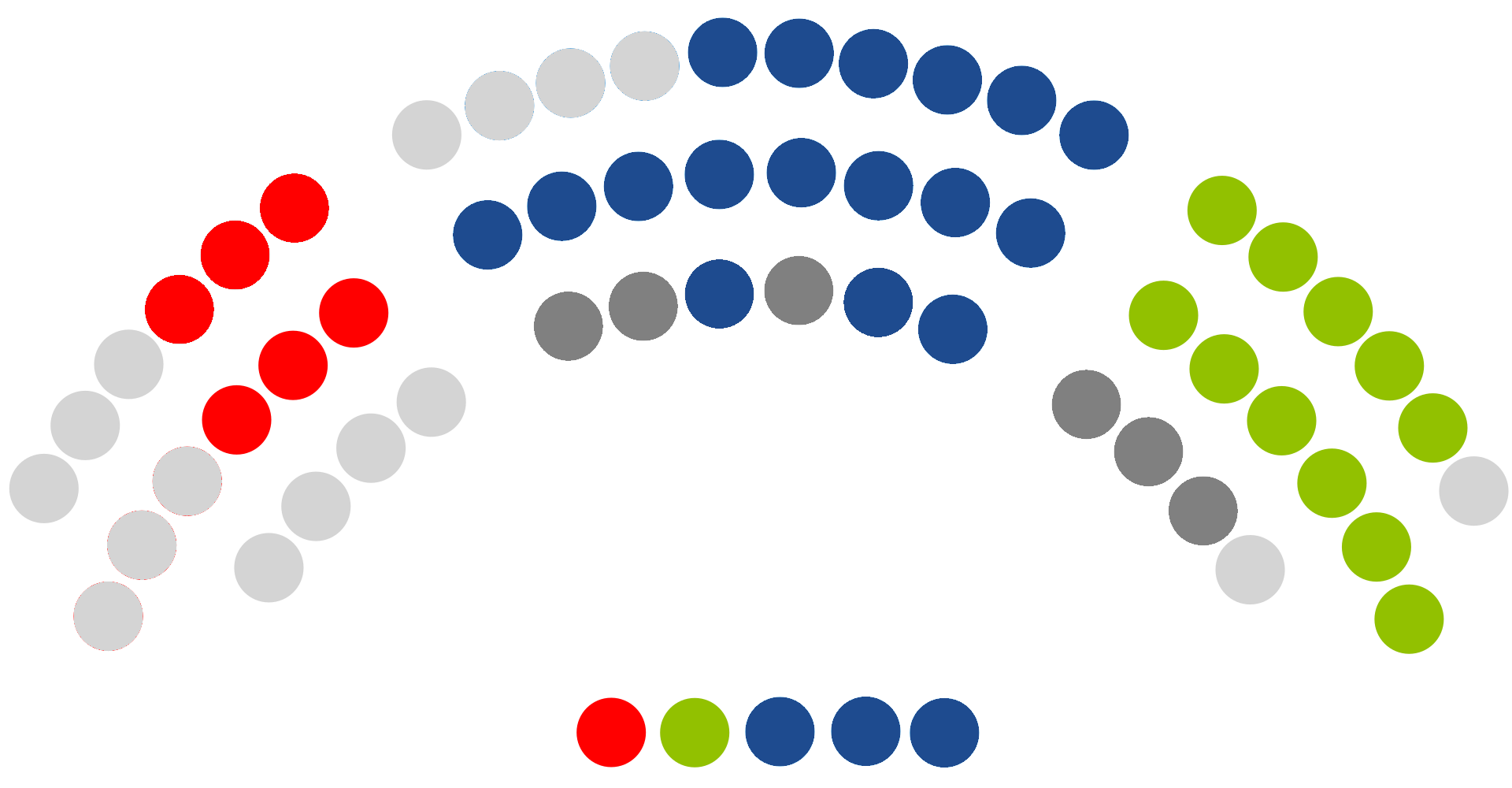
2011-2015
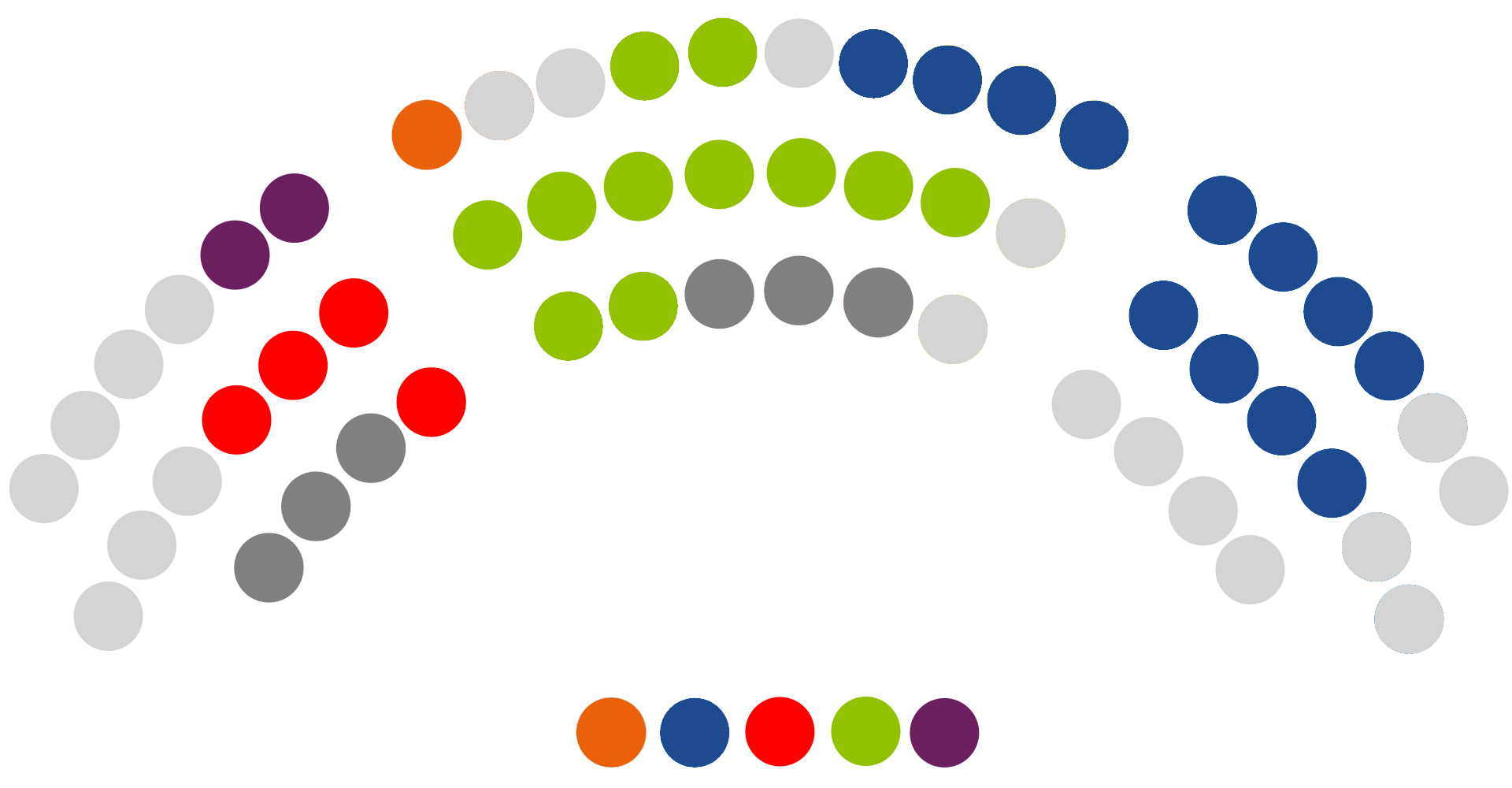
2015-2017
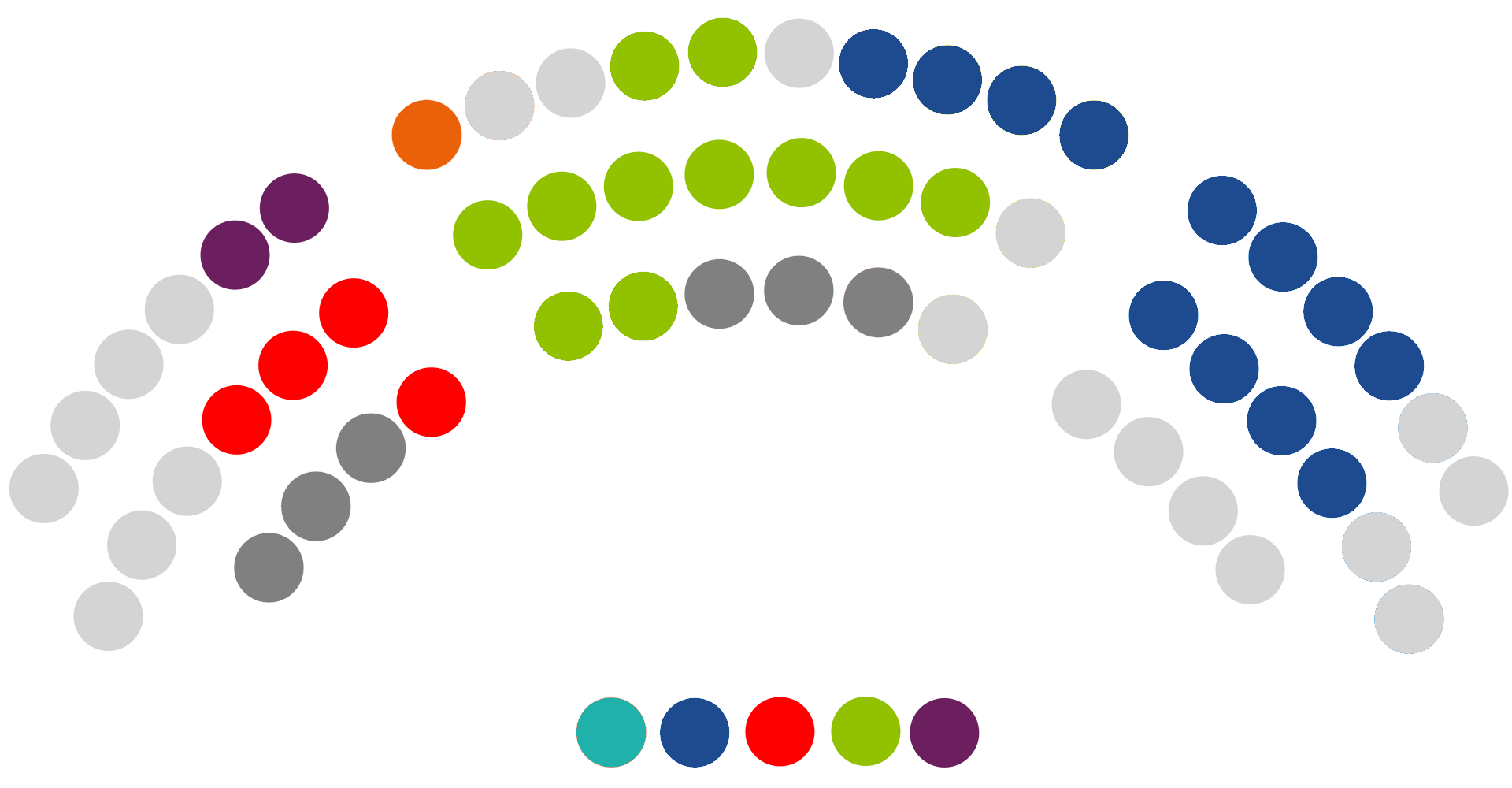
2017-2019
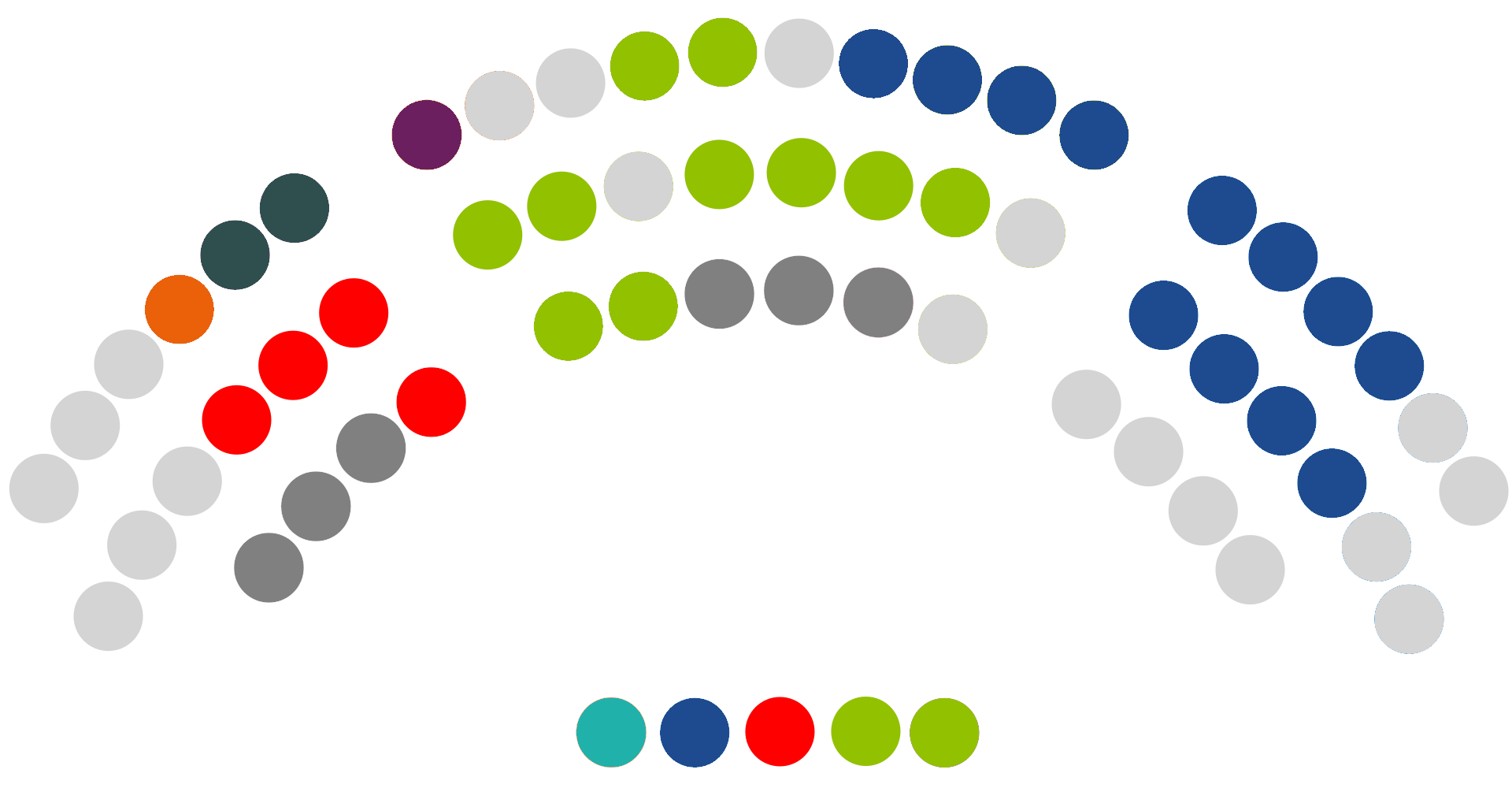
2019
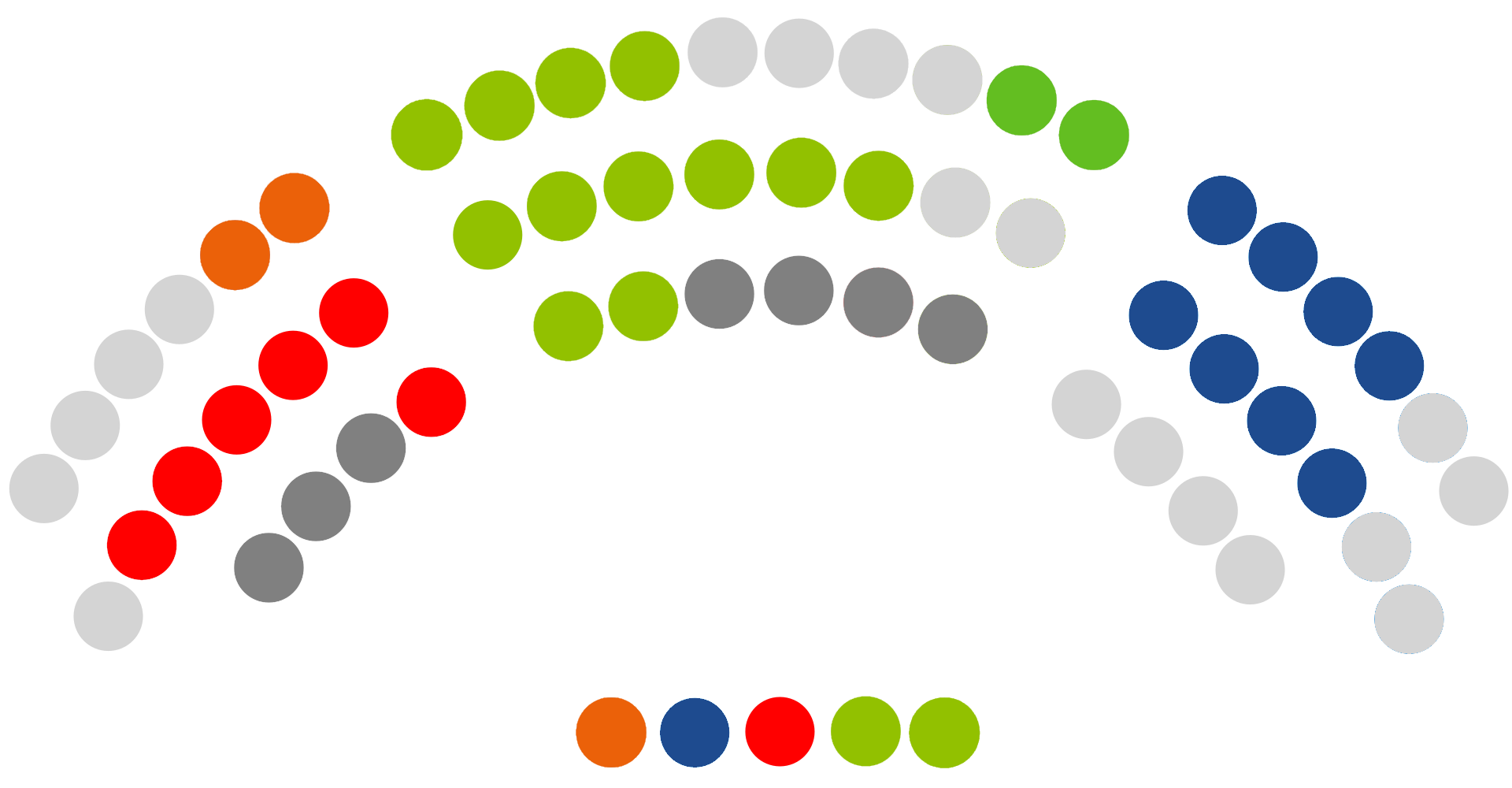
2019-2022
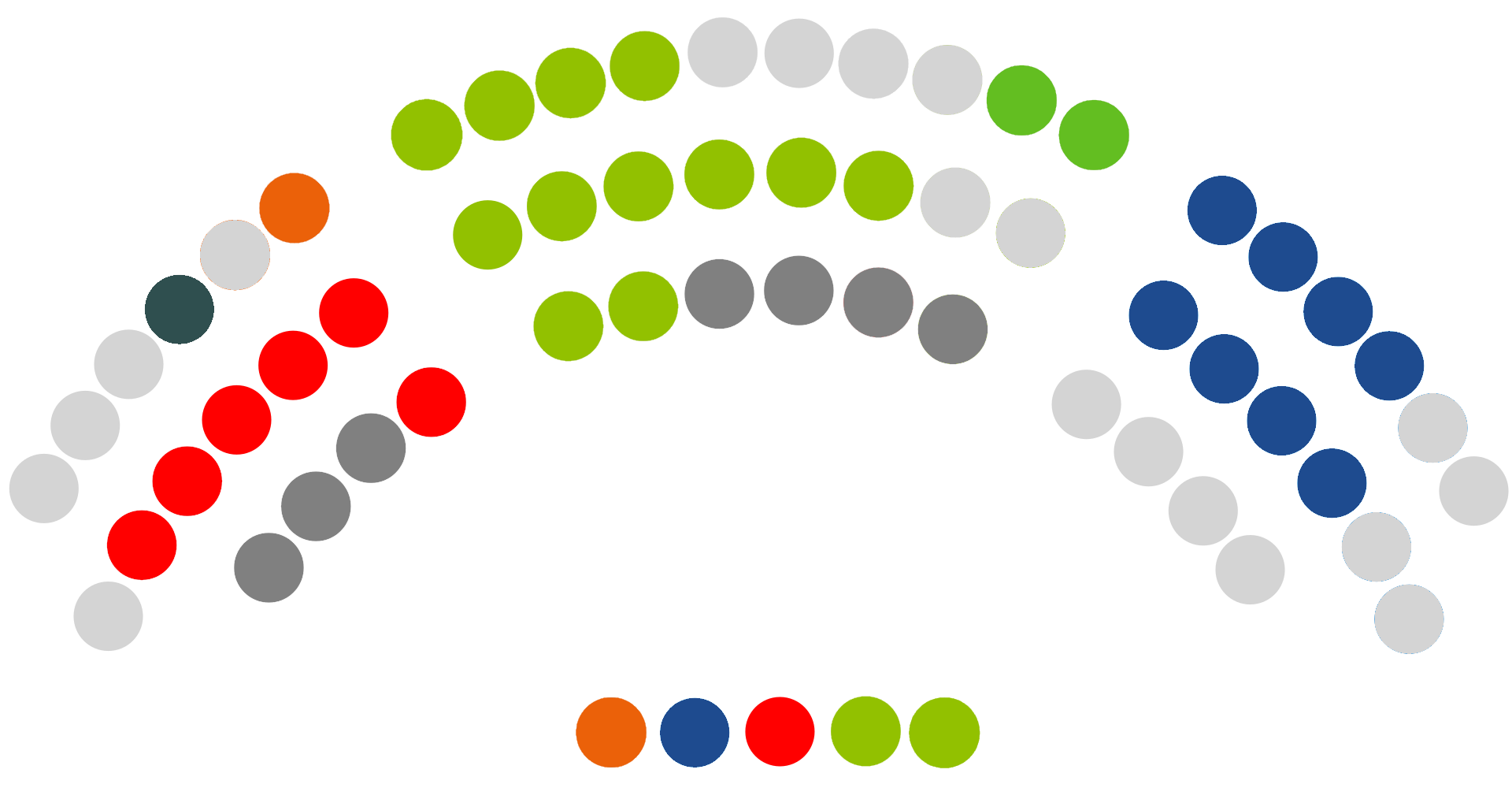
2022-2023
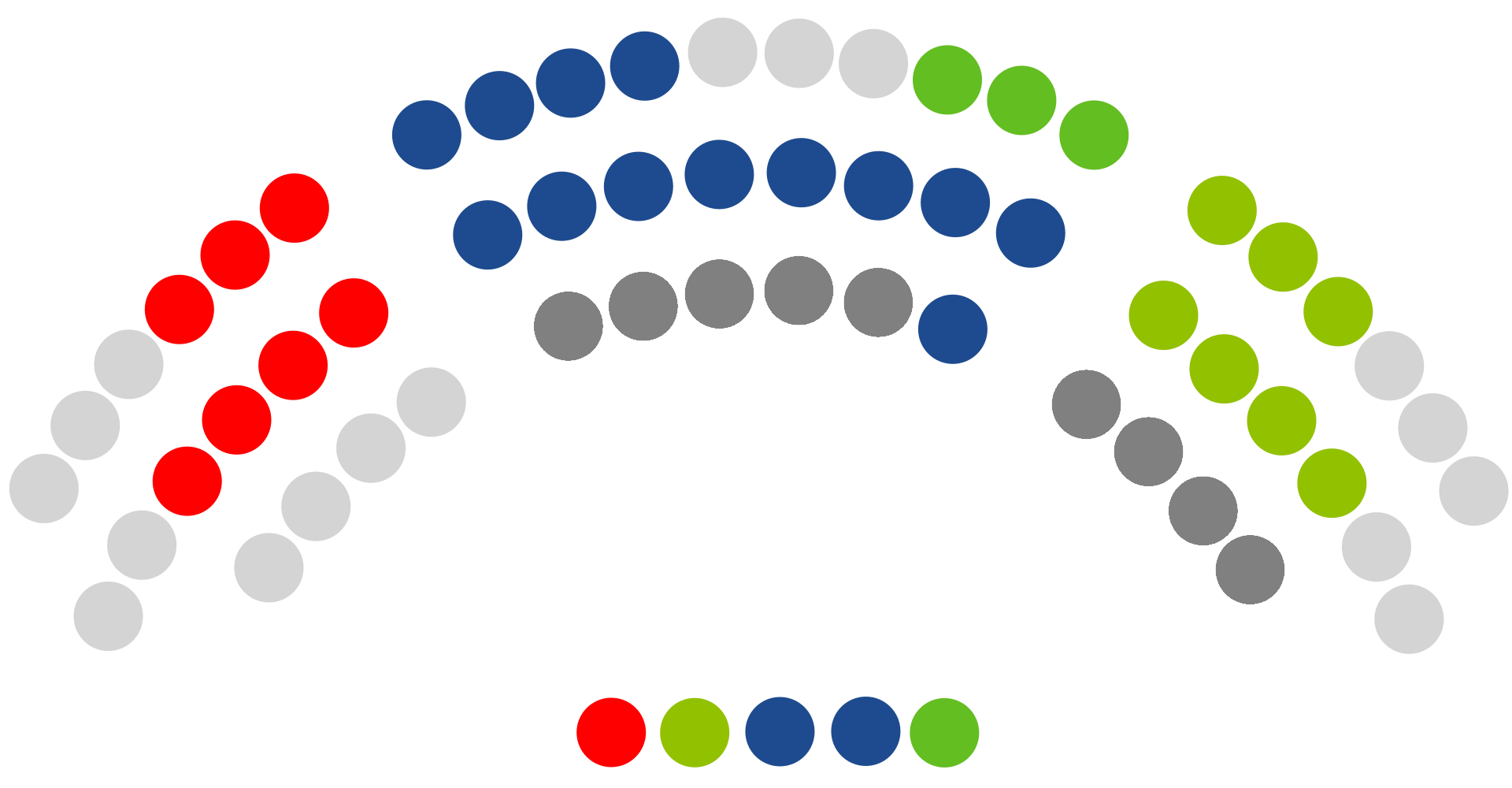
2023-2024
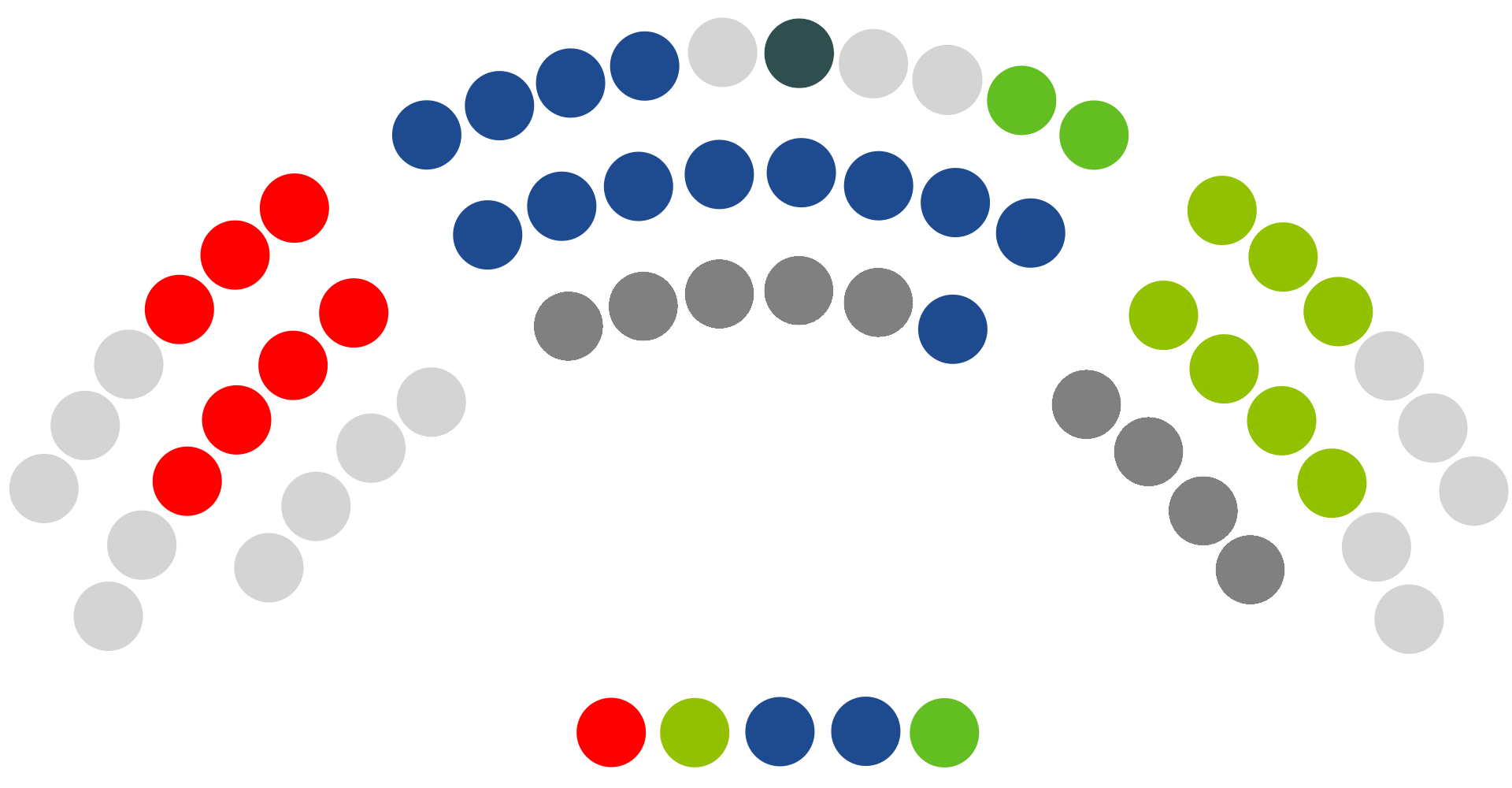
2024-act.

## Funciones
Sus funciones se pueden dividir en tres apartados: legislativas, de control y presupuestarias.

### Legislativas
En este apartado el parlamento tiene el poder de: 
- Aprobar las leyes de ámbito autonómico y proponer al gobierno del Estado la adopción de proyectos de ley.
- Suscribir acuerdos de colaboración y convenios con otras comunidades autónomas.
- Elegir de entre sus miembros al Presidente de la Comunidad.
- Elegir al senador/a para representar a Cantabria en el Senado.

### De control
Aquí se incluirían:
- Controlar la acción del gobierno autonómico.
- Exigir, si fuese necesario, responsabilidades a los miembros del gobierno autonómico.
- Colaborar en el control de los medios de comunicación de titularidad pública.

### Presupuestarias
Las funciones presupuestarias serían:
- Realizar y aprobar los presupuestos de la Comunidad.
- Aprobar planes de fomento de la actividad económica para el interés general de Cantabria.

## Composición en la XI legislatura

### Resultado electoral
En las elecciones al Parlamento de Cantabria de 2023, celebradas el domingo 28 de mayo, el Partido Popular de Cantabria ganó las elecciones, quedando el Partido Regionalista de Cantabria en segundo lugar, el Partido Socialista de Cantabria en tercer lugar, y Vox en cuarto lugar. De este modo, los resultados en las elecciones fueron los siguientes:
| Elecciones al Parlamento de Cantabria de 2023 |                             |         |         |                   |                   |
| Partido                                       | Candidato                   | Votos   | Votos   | Diputados electos | Diputados electos |
| Partido Popular de Cantabria                  | María José Sáenz de Buruaga | 116 198 | 35,78 % | 15                | 6                 |
| Partido Regionalista de Cantabria             | Miguel Ángel Revilla        | 67 523  | 20,79 % | 8                 | 6                 |
| Partido Socialista de Cantabria-PSOE          | Pablo Zuloaga               | 66 917  | 20,61 % | 8                 | 1                 |
| Vox                                           | Leticia Díaz                | 35 982  | 11,08 % | 4                 | 2                 |
| Fuente: Junta Electoral de Cantabria          |                             |         |         |                   |                   |

### Diputados miembros
| Grupo parlamentario                        | Grupo parlamentario           | Titular           | Lista    |
| ------------------------------------------ | ----------------------------- | ----------------- | -------- |
|                                            | G. P. Popular 15 miembros     | Álvaro Aguirre    | PP       |
| Juan José Alonso                           | G. P. Popular 15 miembros     |                   | PP       |
| Carlos Caramés                             | G. P. Popular 15 miembros     |                   | PP       |
| Belén Ceballos                             | G. P. Popular 15 miembros     |                   | PP       |
| Cándido Cobo                               | G. P. Popular 15 miembros     |                   | PP       |
| Íñigo Fernández                            | G. P. Popular 15 miembros     |                   | PP       |
| Rafael de la Gándara                       | G. P. Popular 15 miembros     |                   | PP       |
| Yolanda García                             | G. P. Popular 15 miembros     |                   | PP       |
| María José González Revuelta               | G. P. Popular 15 miembros     |                   | PP       |
| Alfonso Gutiérrez                          | G. P. Popular 15 miembros     |                   | PP       |
| Gema Igual                                 | G. P. Popular 15 miembros     |                   | PP       |
| Alejandro Liz                              | G. P. Popular 15 miembros     |                   | PP       |
| María José Sáenz de Buruaga                | G. P. Popular 15 miembros     |                   | PP       |
| Miguel Ángel Vargas                        | G. P. Popular 15 miembros     |                   | PP       |
| Patricia Velasco                           | G. P. Popular 15 miembros     |                   | PP       |
|                                            | G. P. Regionalista 8 miembros | Guillermo Blanco  | PRC      |
| Rosa Díaz                                  | G. P. Regionalista 8 miembros |                   | PRC      |
| Paula Fernández Viaña                      | G. P. Regionalista 8 miembros |                   | PRC      |
| Pedro Hernando                             | G. P. Regionalista 8 miembros |                   | PRC      |
| Javier López Estrada                       | G. P. Regionalista 8 miembros |                   | PRC      |
| Francisco Javier López Marcano             | G. P. Regionalista 8 miembros |                   | PRC      |
| Teresa Noceda                              | G. P. Regionalista 8 miembros |                   | PRC      |
| Miguel Ángel Revilla                       | G. P. Regionalista 8 miembros |                   | PRC      |
|                                            | G. P. Socialista 8 miembros   | Ana Belén Álvarez | PSC-PSOE |
| Nórak Cruz                                 | G. P. Socialista 8 miembros   |                   | PSC-PSOE |
| Jorge Gutiérrez                            | G. P. Socialista 8 miembros   |                   | PSC-PSOE |
| Joaquín Gómez                              | G. P. Socialista 8 miembros   |                   | PSC-PSOE |
| Mario Iglesias                             | G. P. Socialista 8 miembros   |                   | PSC-PSOE |
| Raúl Pesquera                              | G. P. Socialista 8 miembros   |                   | PSC-PSOE |
| Eva Salmón                                 | G. P. Socialista 8 miembros   |                   | PSC-PSOE |
| Pablo Zuloaga                              | G. P. Socialista 8 miembros   |                   | PSC-PSOE |
|                                            | G. P. Vox 4 miembros          | Armando Blanco    | Vox      |
| Leticia Díaz                               | G. P. Vox 4 miembros          |                   | Vox      |
| Cristóbal Palacio (no adscrito desde 2024) | G. P. Vox 4 miembros          |                   | Vox      |
| Natividad Pérez                            | G. P. Vox 4 miembros          |                   | Vox      |
| Fuente: Parlamento de Cantabria            |                               |                   |          |

### Órganos del Parlamento en la XI legislatura

#### La Mesa
| Cargo                           | Titular                        | Lista    |
| ------------------------------- | ------------------------------ | -------- |
| Presidenta                      | María José González Revuelta   | PP       |
| Vicepresidente primero          | Alejandro Liz                  | PP       |
| Vicepresidente segundo          | Francisco Javier López Marcano | PRC      |
| Secretario primero              | Armando Blanco                 | Vox      |
| Secretario segundo              | Joaquín Gómez                  | PSC-PSOE |
| Fuente: Parlamento de Cantabria |                                |          |

#### Grupos parlamentarios
La composición del parlamento de Cantabria se elige en una circunscripción única, formada por todo el territorio de la comunidad autónoma. El número total de diputados es de 35, aunque puede tener un número variable entre 35 y 45.
Los diputados ejercen su cargo durante cuatro años y gozan de inviolabilidad por actividades realizadas en el ejercicio de su cargo (votos, opiniones, etc.).
| Grupo                           | Grupo        | Integrantes                          | Portavoz         | Líder                       | Escaños |
| ------------------------------- | ------------ | ------------------------------------ | ---------------- | --------------------------- | ------- |
|                                 | Popular      | Partido Popular de Cantabria         | Juan José Alonso | María José Sáenz de Buruaga | 15      |
|                                 | Regionalista | Partido Regionalista de Cantabria    | Pedro Hernando   | Miguel Ángel Revilla        | 8       |
|                                 | Socialista   | Partido Socialista de Cantabria-PSOE | Pablo Zuloaga    | Pablo Zuloaga               | 8       |
|                                 | Vox          | Vox                                  | Leticia Díaz     | Leticia Díaz                | 4       |
| Fuente: Parlamento de Cantabria |              |                                      |                  |                             |         |

#### Junta de Portavoces
| Cargo                           | Cargo                           | Titular                        | Lista    |
| ------------------------------- | ------------------------------- | ------------------------------ | -------- |
| Presidenta                      | Presidenta                      | María José González Revuelta   | PP       |
| Vicepresidente primero          | Vicepresidente primero          | Alejandro Liz                  | PP       |
| Vicepresidente segundo          | Vicepresidente segundo          | Francisco Javier López Marcano | PRC      |
| Secretario primero              | Secretario primero              | Armando Blanco                 | Vox      |
| Secretario segundo              | Secretario segundo              | Joaquín Gómez                  | PSC-PSOE |
| Portavoces titulares            |                                 |                                |          |
|                                 | Portavoz del G. P. Popular      | Juan José Alonso               | PP       |
|                                 | Portavoz del G. P. Regionalista | Pedro Hernando                 | PRC      |
|                                 | Portavoz del G. P. Socialista   | Pablo Zuloaga                  | PSC-PSOE |
|                                 | Portavoz del G. P. Vox          | Leticia Díaz                   | Vox      |
| Fuente: Parlamento de Cantabria |                                 |                                |          |

#### Diputación Permanente
| Mesa del Parlamento             | Mesa del Parlamento           | Mesa del Parlamento          | Mesa del Parlamento |
| Cargo                           | Cargo                         | Titular                      | Lista               |
| ------------------------------- | ----------------------------- | ---------------------------- | ------------------- |
| Presidenta                      | Presidenta                    | María José González Revuelta | PP                  |
| Vicepresidenta                  | Vicepresidenta                | María José Sáenz de Buruaga  | PP                  |
| Secretario                      | Secretario                    | Miguel Ángel Revilla         | PRC                 |
| Vocales                         |                               |                              |                     |
| Grupo parlamentario             | Grupo parlamentario           | Titular                      | Lista               |
|                                 | G. P. Popular 6 miembros      | Juan José Alonso             | PP                  |
| Carlos Caramés                  | G. P. Popular 6 miembros      |                              | PP                  |
| Íñigo Fernández                 | G. P. Popular 6 miembros      |                              | PP                  |
| Gema Igual                      | G. P. Popular 6 miembros      |                              | PP                  |
|                                 | G. P. Regionalista 3 miembros | Pedro Hernando               | PRC                 |
| Francisco Javier López Marcano  | G. P. Regionalista 3 miembros |                              | PRC                 |
|                                 | G. P. Socialista 2 miembros   | Ana Belén Álvarez            | PSC-PSOE            |
| Pablo Zuloaga                   | G. P. Socialista 2 miembros   |                              | PSC-PSOE            |
|                                 | G. P. Vox 2 miembros          | Leticia Díaz                 | Vox                 |
| Cristóbal Palacio               | G. P. Vox 2 miembros          |                              | Vox                 |
| Fuente: Parlamento de Cantabria |                               |                              |                     |

#### Comisiones
| Comisión                                                         | Presidencia                  | Grupo | Grupo    |
| ---------------------------------------------------------------- | ---------------------------- | ----- | -------- |
| Cultura, Turismo y Deporte                                       | Íñigo Fernández              |       | PP       |
| Desarrollo Rural, Ganadería, Pesca y Alimentación                | Joaquín Gómez                |       | PSC-PSOE |
| Economía, Hacienda y Fondos Europeos                             | Guillermo Blanco             |       | PRC      |
| Educación, Formación Pprofesional y Universidades                | Eva Salmón                   |       | PSC-PSOE |
| Estatuto de los Diputados y Diputadas                            | María José González Revuelta |       | PP       |
| Fomento, Ordenación del Territorio y Medio Ambiente              | Alejandro Liz                |       | PP       |
| Inclusión Social, Juventud, Familias e Igualdad                  | Álvaro Aguirre               |       | PP       |
| Industria, Empleo, Innovación y Comercio                         | Natividad Pérez              |       | Vox      |
| Peticiones                                                       | María José González Revuelta |       | PP       |
| Presidencia, Justicia, Seguridad y Simplificación Administrativa | Paula Fernández Viaña        |       | PRC      |
| Reglamento                                                       | María José González Revuelta |       | PP       |
| Salud                                                            | Miguel Ángel Vargas          |       | PP       |
| Fuente: Parlamento de Cantabria                                  |                              |       |          |

## Presidencia del Parlamento de Cantabria

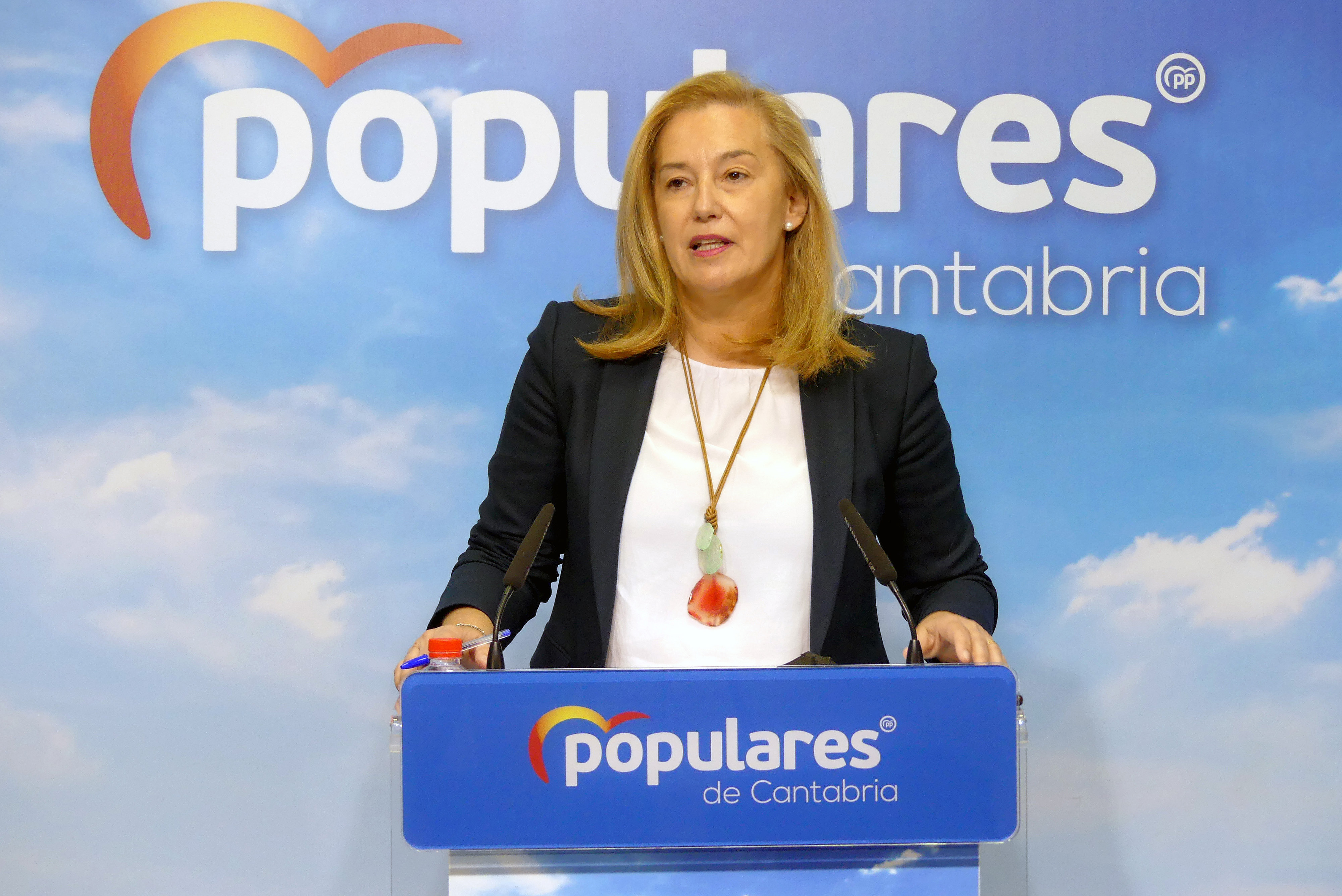
María José González

El presidente del Parlamento de Cantabria ostenta la representación de la cámara, asegura la buena marcha de los trabajos, dirige los debates, mantiene el orden y ordena los pagos, sin perjuicio de las delegaciones que pueda conferir.
En la XI legislatura, la actual presidenta del Parlamento es María José González Revuelta. Desde la creación del Parlamento de Cantabria en el año 1982 ha habido diez presidentes, los cuales pueden verse a continuación:
| Legislatura      | Presidente/a        | Presidente/a         | Partido             | Inicio de mandato     | Fin de mandato               |
| ---------------- | ------------------- | -------------------- | ------------------- | --------------------- | ---------------------------- |
| Provisional      |                     | Isaac Aja            | UCD/ind.[n. 1]      | 20 de febrero de 1982 | 27 de mayo de 1983           |
| I legislatura    |                     | Guillermo Gómez      | AP                  | 27 de mayo de 1983    | 3 de julio de 1987           |
| II legislatura   |                     | Eduardo Obregón      | PRC                 | 3 de julio de 1987    | 31de diciembre de 1989[n. 2] |
| II legislatura   |                     | Adolfo Pajares       | PP                  | 2 de febrero de 1990  | 18 de junio de 1991[7]       |
| VIII legislatura | 18 de junio de 1991 | Adolfo Pajares       | PP                  | 22 de junio de 1995   |                              |
| IV legislatura   | 22 de junio de 1995 | Adolfo Pajares       | PP                  | 8 de julio de 1999    |                              |
| V legislatura    |                     | Rafael de la Sierra  | PRC                 | 8 de julio de 1999    | 19 de junio de 2003          |
| VI legislatura   |                     | Miguel Ángel Palacio | PSC-PSOE            | 19 de junio de 2003   | 21 de junio de 2007          |
| VII legislatura  | 21 de junio de 2007 | Miguel Ángel Palacio | PSC-PSOE            | 16 de junio de 2011   |                              |
| VIII legislatura |                     | José Antonio Cagigas | PP                  | 16 de junio de 2011   | 18 de junio de 2015          |
| IX legislatura   |                     | Dolores Gorostiaga   | PSC-PSOE            | 18 de junio de 2015   | 20 de junio de 2019          |
| X legislatura    | Joaquín Gómez       | PSC-PSOE             | 20 de junio de 2019 | 22 de junio de 2023   |                              |
| XI legislatura   |                     | María José González  | PP                  | 22 de junio de 2023   | En el cargo                  |

## Reglamento de la cámara
Tras 12 años de trabajos, en 2007 se reformó el reglamento interno que regula a la cámara, versión en uso desde 1983. Este nuevo reglamento pretendió agilizar la actividad parlamentaria, impedir el transfuguismo y garantizar el control al Gobierno, además de fijar un 0,7 % del presupuesto anual para la cooperación al desarrollo.

## Transparencia
El Parlamento de Cantabria es conocido por ser el parlamento autonómico español más transparente, con un 98,8 %.

## Senador designado por el Parlamento de Cantabria
Una de las funciones que desempeña el Parlamento de Cantabria es la designación del senador que debe representar a Cantabria, conforme a lo previsto en la Constitución y en la forma que determine la Ley de Designación de Senadores en representación de Cantabria.
La designación del senador cántabro se produjo el día 19 de julio de 2023 en el Parlamento de Cantabria. Así, se eligió al representante propuesto por el Partido Popular de Cantabria, Íñigo Fernández García.

## Sede

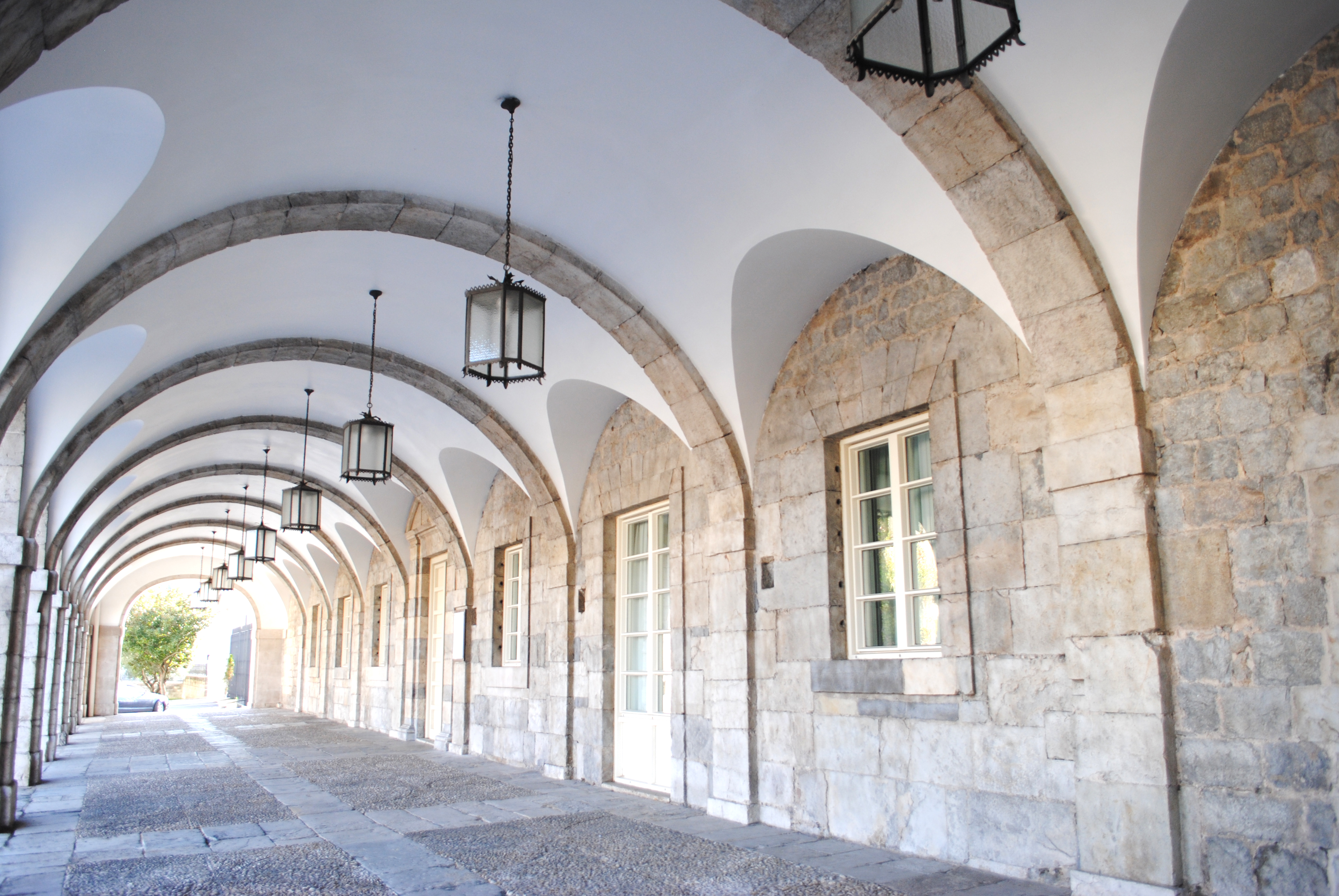
Pasillo porticado

La sede del Parlamento cántabro es el antiguo Hospital de San Rafael, ubicado en Santander. Fue inaugurado como sede de la institución en 1987, después de sufrir una gran rehabilitación interior para poder albergar el Parlamento. Anteriormente, el Gobierno cántabro y el Parlamento compartían sede en el antiguo edificio de la Diputación Provincial de Santander en Puertochico.